# Biblioteca de Cort

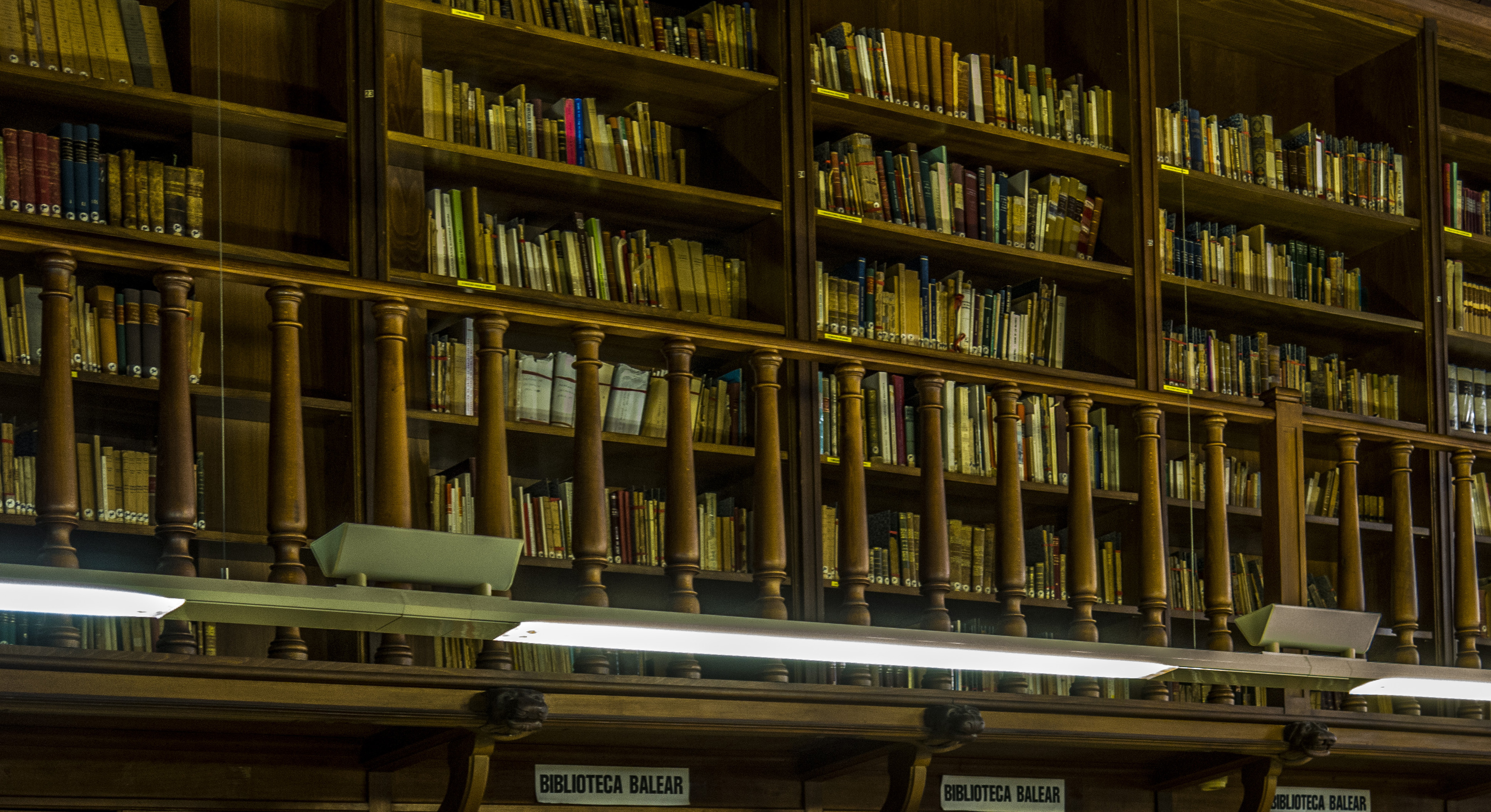
Prestatgeries superiors de la biblioteca

La biblioteca de Cort és un centre al servei de la cultura, la informació, l'oci i el lleure. La més antiga de les biblioteques municipals de Palma i està ubicada a l'edifici de l'Ajuntament de Palma, a la plaça de Cort, 1. Actualment forma part de la xarxa de biblioteques municipals de Palma, Bibliopalma. Els seus fons es poden consultar en línia a través del Catàleg Bibliogràfic de les Illes Balears. Periòdicament es realitzen exposicions, presentacions, conferències, clubs de lectura, etc.

## Història
Dins el període republicà, al juny de 1931, es va crear la Comissió de Cultura presidida per Emili Darder, era quan s'estaven posant els fonaments per a la creació de la Biblioteca de Cort. Aquesta Comissió va supervisar tot el procés del nomenament de la bibliotecària, l'assignació de partides per a l'adquisició de llibres i subscripció a revistes i la reforma i condicionament del local. La primera directora va ser Martina Pascual, nomenada el 1931, Fou una pionera a les Illes Balears, es va formar a l'Escola Superior de Bibliotecàries de la Mancomunitat de Catalunya i va aplicar criteris tècnics i professionals a la de Cort. Fou ella qui inicià la política d'orientar-la cap al fons local, un camí que encara dura avui dia.
Fou inaugurada el 19 de setembre de 1935, convertint-se en la primera biblioteca municipal de Palma. El fons inaugural disposava de 7.000 volums, procedents en gran part de les col·leccions d'Antoni Villalonga i Pérez, noble peculiar que destaca per ser un militant del republicanisme federal, i Jaume Garau i Montaner que varen se comprat per l'Ajuntament uns 30 anys abans que s'inaugurés. En el fons de reserva trobem els llibres antics, rars i preciosos. El més antic data de 1521 i és una obra de Ramon Llull, Blanquerna. El fons actual és d'uns 20.000 volums, 40 punts de lectura i 39.000 usuaris. Està especialitzada en fons local de la ciutat de Palma, constituït per una important col·lecció de monografies, fulletons i publicacions periòdiques.
Per la seva vocació de biblioteca popular, i per fomentar la cultura, es varen crear una secció infantil, una filial a l'escola de la Soledat i, el 1961, es va inaugurar un bibliobús per al préstec de llibres i tebeos a les barriades. Feia un recorregut diari per les barriades. Cada 15 dies visitava els centres d'ensenyament, escoles, escoles parroquials i col·legis privats. Bàsicament era un servei de préstec amb un fons inicial de 2500 llibres gestionat per la Biblioteca de Cort. Va funcionar fins a 1977, quan nous deplegament de serveis bibliotecaris i el desenvolupament d'una xarxa va començar a plantejar-se. El Dia del Llibre de 1993 es posà en marxa un dels serveis més importants: la secció de préstec.

## Edifici
La biblioteca de Cort està ubicada a la planta baixa de l'edifici principal de l'Ajuntament de Palma. Aquest es trobava en molt mal estat i s'inicia en 1892 un procés de remodelació profunda per part de l'arquitecte municipal Manuel Chapuli. Durant les obres, el mes de febrer de 1894 es va produir un incendi que es va estendre per tot l'edifici provocant la seva destrucció. La planta baixa va haver de ser completament remodelada. La biblioteca de Cort va néixer a partir d'aquesta nova articulació de l'espai.
La biblioteca es va construir entre 1904-1927 quan l'arquitecte responsable era Gaspar Bennàzar -Chapulí havia dimitit del seu càrrec en 1895-. En aquest moment Gaspar Bennàzar va ser el responsable de la construcció del nou vestíbul i l'escala principal i, per tant, no és aventurat atribuir també l'autoria de la biblioteca.
La sala consta d'una gran llibreria de fusta que envolta tota la sala, la qual apareix partida horitzontalment en dos per una passarel·la en voladís recolzada en mènsules tallades amb formes zoomorfes, possiblement inspirada a la biblioteca Montisió.